# 57424 Caelumnoctu
57424 Caelumnoctu è un asteroide della fascia principale. Scoperto nel 2001, presenta un'orbita caratterizzata da un semiasse maggiore pari a 3,0350826 au e da un'eccentricità di 0,0948441, inclinata di 9,67288° rispetto all'eclittica.
L'asteroide è dedicato alla ultradecennale trasmissione divulgativa britannica The Sky at Night, tramite la traduzione in latino del titolo. La scelta di dedicarle proprio questo asteroide è legata al suo numero che ricorda la data della puntata di esordio, 24 aprile 1957.